# Megan Ward

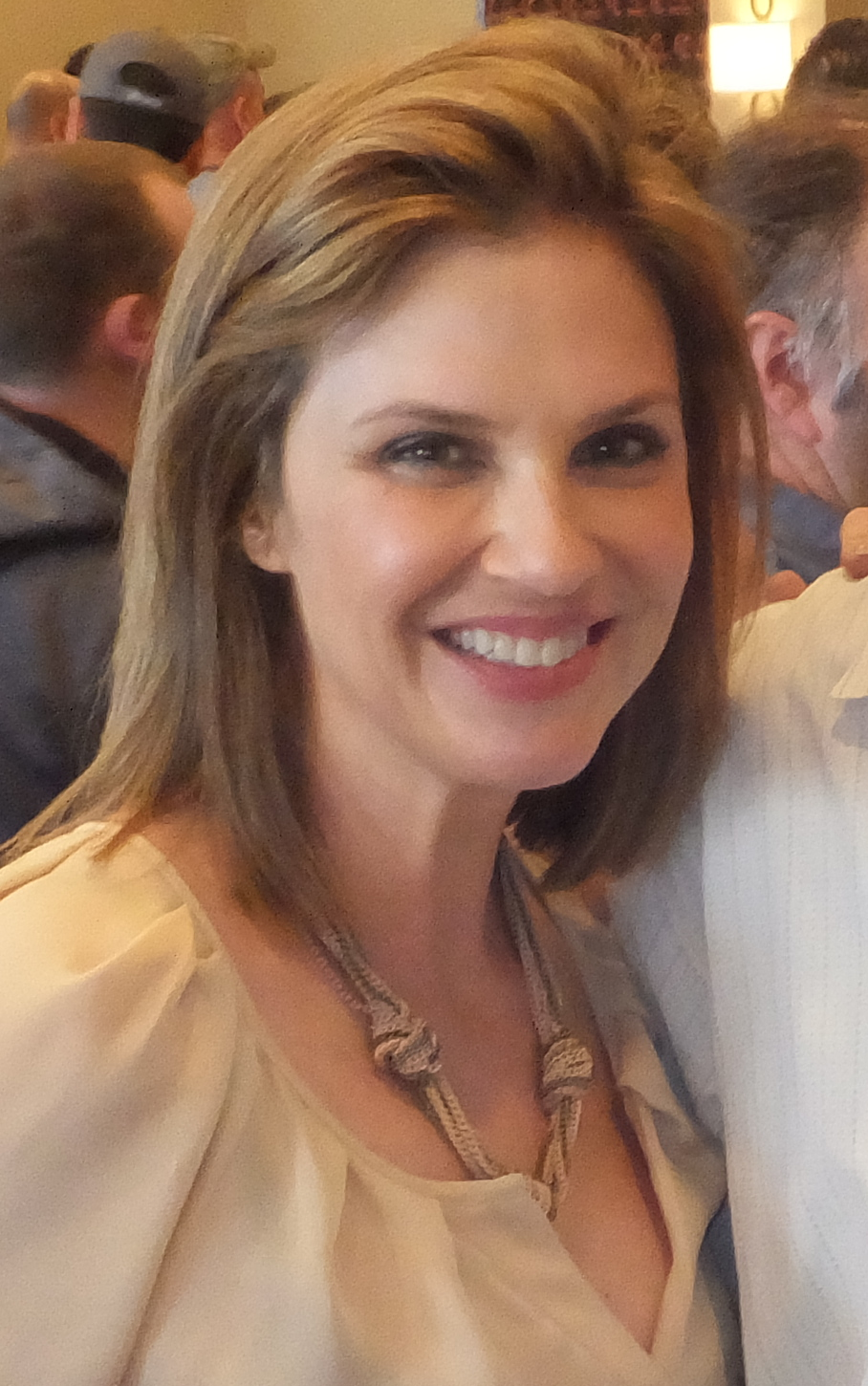
Megan Ward (2014)

Megan Marie Ward (* 24. September 1969 in Los Angeles, Kalifornien) ist eine US-amerikanische Schauspielerin.

## Leben
Die Eltern von Megan Ward waren Schauspieler. Sie zogen im Jahr 1973 nach Honolulu, Hawaii, wo Megan Ward aufwuchs und 1987 die Kaiser High School absolvierte.
Ward debütierte in einer größeren Rolle im Science-Fiction-Film Kampf der Roboter (1990). Im Jahr 1993 trat sie in einer der Hauptrollen in der Fernsehserie Class of ’96 auf, ein Jahr später war sie in der Serie Winnetka Road zu sehen. In der Komödie Joes Apartment – Das große Krabbeln (1996) spielte sie neben Jerry O’Connell eine der Hauptrollen. In der Komödie Glory Daze (1996) spielte sie an der Seite von Ben Affleck. In den Jahren 1996 bis 1997 spielte sie eine der Hauptrollen in der Fernsehserie Dark Skies, für die sie im Jahr 1997 für den Saturn Award nominiert wurde. Im Thriller Am Ende steht der Tod (2000) übernahm sie die Hauptrolle.
Ward ist seit dem Jahr 1995 mit Michael Shore verheiratet und hat einen im Jahr 2001 geborenen Sohn.

## Filmografie (Auswahl)
- 1990: Kampf der Roboter (Crash and Burn)
- 1991: Future Cop II (Trancers II)
- 1992: Steinzeit Junior (Encino Man)
- 1992: Trancers 2010 (Trancers III)
- 1992: Amityville – Face of Terror (Amityville 1992: It's About Time)
- 1993: Freaks (Freaked)
- 1993: Class of ’96 (Fernsehserie, 17 Folgen)
- 1994: PCU
- 1995: Die Brady Family (The Brady Bunch Movie)
- 1995: Glory Daze – Es lebe die Uni! (Glory Daze)
- 1996–1997: Dark Skies – Tödliche Bedrohung (Dark Skies)
- 1996: Joes Apartment – Das große Krabbeln (Joe’s Apartment)
- 1996: Glory Daze
- 1998: Schau nie nach unten! Die Angst am Abgrund (Don't Look Down)
- 2000: Rated X
- 2000: Am Ende steht der Tod (Tick Tock)
- 2004: Without a trace
- 2006: Complete Guide to Guys
- 2007–2010: General Hospital (Fernsehserie, 362 Episoden)
- 2018: Party Mom (Fernsehfilm)
- 2023: Teller’s Camp